# Kristof Lardenoit
Kristof Lardenoit (8 juli 1983) is een Belgisch voormalig profvoetballer.

## Biografie
Lardenoit begon te voetballen bij Sint-Gillis-Waas, maar ging in 1999 over naar KSK Beveren. Daar stroomde hij drie jaar later door naar het eerste elftal, en langzaamaan knokte hij zich in de ploeg. Lardenoit was in die periode een van de zeldzame Belgen in een erg Ivoriaans getint Beveren.
Tijdens de terugronde van het seizoen 2005/06 werd hij na de winterstop uitgeleend aan Sint-Truiden, maar dat werd geen groot succes: hij keerde na afloop van het seizoen dan ook terug naar Beveren. Daar werd hij opnieuw een vaste waarde achterin, ook na de degradatie naar Tweede klasse in 2007.
Na de samensmelting van Red Star Waasland en KSK Beveren was hij een van de weinige Beverenspelers die deel uitmaakten van de kern van de nieuwe fusieploeg. Hij werd de eerste aanvoerder van Waasland-Beveren, waarmee hij in het seizoen 2011/12 via de eindronde promoveerde naar de hoogste afdeling. Lardenoit speelde met Waasland-Beveren nog één seizoen in Eerste klasse en ging dan aan de slag bij derdeklasser KSV Temse.

## Statistieken
| seizoen | club             | land   | competitie         | wed. | goals |
| ------- | ---------------- | ------ | ------------------ | ---- | ----- |
| 2002/03 | KSK Beveren      | België | Eerste klasse      | 6    | 1     |
| 2003/04 | KSK Beveren      | België | Eerste klasse      | 23   | 0     |
| 2004/05 | KSK Beveren      | België | Eerste klasse      | 28   | 0     |
| 2005/06 | KSK Beveren      | België | Eerste klasse      | 3    | 0     |
| 2005/06 | → STVV           | België | Eerste klasse      | 6    | 0     |
| 2006/07 | KSK Beveren      | België | Eerste klasse      | 22   | 0     |
| 2007/08 | KSK Beveren      | België | Tweede klasse      | 27   | 1     |
| 2008/09 | KSK Beveren      | België | Tweede klasse      | 33   | 0     |
| 2009/10 | KSK Beveren      | België | Tweede klasse      | 33   | 1     |
| 2010/11 | Waasland-Beveren | België | Tweede klasse      | 37   | 0     |
| 2011/12 | Waasland-Beveren | België | Tweede klasse      | 38   | 0     |
| 2012/13 | Waasland-Beveren | België | Jupiler Pro League | 18   | 0     |